# Kibibyte
Kibibyte (KiB), tidigare ofta tvetydigt kallad kilobyte (KB, i denna betydelse inte kB) är en informationsenhet som motsvarar 1 024 (210) byte. Namnet kommer av det binära prefixet kibi (Ki) och byte (B). Enheten ingår inte i internationella måttenhetssystemet, men sanktioneras av IEC.
Kibibyte är relaterat till enheten kilobyte, som antingen definieras som en kibibyte eller 1 000 byte. Kibibyte kan användas istället för kilobyte när man vill specificera 210 byte, för att undvika tvetydighet bland de olika värdena av kilobyte.